# نبيل عمران
نبيل عمران هو لاعب كرة قدم ليبي، ولد في 31 يناير 1981.

## وصلات خارجية
- نبيل عمران على موقع الاتحاد الدولي (مؤرشف)  (الإنجليزية)